# Georg Stengel
Georg Stengel o aún Georgio Stengelio (1584, Augsburgo-1651, Ingolstadt) fue un filósofo, teólogo jesuita alemán.
Se incorporó en 1601 a los jesuitas, estudiando retórica y filosofía después del  noviciado en Augsburgo y en Ingolstadt, y enseñó de 1607 a 1610  humanidades en Pruntrut y en Múnich.  Después de completar estudios de teología en Ingolstadt, ejerció la docencia desde 1614 a Dillingen.  Fue profesor de teología en la Universidad de Ingolstadt, de 1618 a 1629.  Fue autor de libros sobre monstruos, sobre las monstruosidades naturales y morales, sobre la presencia del diablo en los acontecimientos de la vida humana.

## Algunas publicaciones
- Libellus de bono et malo Syllogismo [.]. Nunc denuo, quorundam rogatu, ad publicam utilitatem formis subiectus. Múnich, Nikolaus Heinrich, 1618; reeditó Leipzig, J. Brendelius, 1662
- Libri duo de duobus apostatis: sive duae paraeneses; in quarum I. exemplo Luciferi & malorum angelorum, in II. dictis factisque Jacobi Reihingi, Theodori Thummij, aliorumque praedicantium aut apostatarum ostenditur, quam sit miserum a Deo & veritate recedere. Ingolstadt, Gregor Hänlin, 1627
- Judex & dux haereticorum huius temporis, quem ex adversariis Iacobi Gretseri [.] Georgius Stengelius [.] in lucem protraxit. Ingolstadt, Gregor Hänlin, 1629
- Spes & Fiducia, curis iudiciisque Dei, erga homines in hac vita existentes, Firmata. Apud Gregorium Haenlinum, Ingolstadii, 1645. Es un trabajo que se ocupa de la bondad y la justicia de Dios. Empleando su erudicción, Stengel utiliza la historia moderna y la antigua, la literatura y el arte, sacando algunas lecciones morales particulares
- De monstris et monstrosis, quam mirabilis, bonus et iustus, in mundo administrando, sit Deus, monstrantibus. Ingolstadt, Haenlin & Wagner, 1647. Este libro trata de monstruos fantásticos, monstruosidades reales con graves deficiencias físicas, maravillas naturales, algo que el autor considera que las causas probables son la expresión natural del demonio en los eventos humanos. Es consistente en su defecto a bibliografías esotéricas
- Liber primus: Vis et virus exemplorum, Hoc est solatia et documenta; haec moribus illa temporibus nostris adhibita. Liber secundus: Exempla in septem capitalium vitorum detestationem, per Quadragesimam. Ingolstadt: Gregor Haenlin 1650
- Cibus esurientium hoc est, aequitas et justitia dei homeines punientis, quando in terris fames est. Ingolstadt, Georg Haenlin, 1650. Es un tratado de muchas bibliografías gastronómicas desconocidas.  Situado bajo el lema « non in solo pane vivit homo », su libro es sobre el hambre en el estilo barroco de la época. Es un tratado de citas de autores antiguos en todos los alimentos terrestres: el apetito, el tormento perpetuo de Tántalo, el hambre de pobres que padecen hambre (glotonería), la abstinencia, solo que nos impulsa alimentos de trabajo, que son más placer que la comida, la bebida (muchos ejemplos en la Biblia), el hambre en el mundo es la causa de tantas atrocidades. Varios capítulos se dedican al vino, que puede ser un medicamento excelente, pero también causa trastornos graves. También ofrece normas cristianas que deben observarse durante los momentos de alivio del hambre a los extranjeros, por ejemplo
- Judicium particulare hominibus statim post obitam mortem impendens. Ingolstadt, Georg Haenlin 1652
- Ova Paschalia Sacro Emblemate inscripta descriptaq[ue] à Georgio Stengelio, Societatis Iesu theologo. Monachij (Múnich): Apud Nicolam Henricum (Heinrich Nikolaus) Electoralem Typographum. Ingolstadt, Simon Knab, 1672
- Sapientissima dei mundum regentis Gubernatio